# Landsstævnet i Odense
|  | Denne artikel er oprettet af botten Steenthbot ud fra en ekstern database. Den kan derfor have sproglige fejl eller mangler. Denne skabelon kan fjernes efter kontrol af indholdet. |

Landsstævnet i Odense er en dansk dokumentarisk optagelse fra 1954.

## Handling
Landsstævnet i Odense 22.-25. juli 1954 med deltagelse af norske, svenske og finske gymnaster indledes med åbningsceremoni og indmarch. Kong Frederik IX, Dr. Ingrid og kronprinsesse Margrethe ankommer med kongeskibet Dannebrog for at besøge Landsstævnet. Kongefamilien overværer gymnastikopvisningerne. I teltene hvidter deltagerne deres sko og gør sig klar til opvisning. På stævnepladsen gør hjemmeværnssoldater klar til bespisning af stævnets mange deltagere og gæster i teltrestauranterne.

## Medvirkende
- Kong Frederik IX
- Dronning Ingrid
- Dronning Margrethe II